# Lost Planet 2
Lost Planet 2 est un jeu vidéo de tir à la troisième personne développé et édité par Capcom en mai 2010 sur PlayStation 3 et Xbox 360 puis sous Windows en octobre 2010.

## Trame
L'histoire se déroule 10 ans après les événements de Lost Planet: Extreme Condition et prend pour décor la même planète fictive : E.D.N. III. Pour de vagues raisons, le climat s'est adouci et la neige a progressivement fondue. Des jungles et des déserts ont fait leur apparition à la surface de la planète. Pour autant, la planète est toujours autant peuplée de monstres hostiles à l'homme, les Akrids. Dans cette ambiance, un force militaire, la NEVEC, est chargée du maintien de l'ordre, notamment faces aux factions rebelles des Pirates des Neiges.
La campagne principale nous invite a suivre les aventures de cinq personnages différents, au travers de six chapitres bien distincts.
Lors du premier chapitre, le joueur incarne un Pirate des Neiges à la tête d'une unité chargée de faire exploser une mine appartenant à une faction ennemie, les Pirates de la Jungle. Après le succès de la mission, l'unité se rend au point d'évacuation et prend conscience qu'il s'agit d'une embuscade.
Le joueur se retrouve ensuite, au second chapitre, aux commandes d'un membre de la NEVEC dont la mission consiste à reprendre le contrôle d'un train-canon géant, aux mains d'un groupe rebelle, les Carpetbaggers. Alors qu'ils terminaient le boulot, les membres de l'équipe se voient attaqués par un Akrid géant "visible depuis l'espace". Ce contretemps les empêchera de faire main basse sur le train. La fin du chapitre révèlera que tous les membres de l'équipe sont des clones de Ivan Solotov, un personnage du premier volet de Lost Planet.
Au troisième chapitre, le joueur est un Waysider (nom donné aux Pirates des Neiges qui vivent dans le désert) de retour d'une mission qui a mal tourné. Les choses vont encore empirer pour le groupe lorsque le train qui les ramène chez eux se verra attaqué par un Akrid géant, le Red Eye. Après lui avoir échappé, le convoi, ou ce qu'il en reste, sera la cible des Carpetbaggers à bord de leur train-canon. Les Waysiders devront donc prendre le contrôle du train de leurs assaillants pour avoir une chance d'éliminer définitivement le Red Eye. Après ça, alors qu'ils rentrent enfin chez eux, au beau milieu du désert, une neige épaisse fait son apparition et sème la confusion dans les rangs. Le chapitre termine par une séquence où l'un des Waysider aperçoit une sorte de boule de feux au loin, et tente de faire feu avec le canon.
Le quatrième chapitre dévoile le fond de l'histoire. Dans son introduction, deux membres NEVEC discutent et révèlent au joueur que la boule de feu aperçue lors du chapitre précédent est en réalité un Akrid, l'Over-G, le plus gros jamais rencontré. L'énergie dont il aurait besoin pour vivre serait tellement importante qu'il plongerait à nouveau E.D.N. III dans une ère glaciale.

Le plan de la NEVEC est de détruire l'Over-G à l'aide d'un satellite spatial nommé NEOS. La suite de leur plan consiste à voler toute l'énergie que la destruction de l'akrid provoquera, et abandonner la planète à son sort.

Afin d'éviter la catastrophe, une partie des membres NEVEC se mutinent contre l'armée. Le joueur incarne donc une escouade d'Ex-NEVEC, retenus prisonniers par les Carpetbaggers. Après s'être échappé, le groupe emprunte les tunnels dans le but de voler un sous-marin de l'armée. En fin de chapitre, l'ensemble des Ex-NEVEC se réunit afin de planifier l'invasion de la base spatial NEOS.
L'histoire se tourne au cinquième chapitre vers un groupe de Pirates des Sables, aux prises avec les soldats NEVEC. Le joueur devra prendre et garder le contrôle d'un canon géant. Une fois la mission terminée, les Pirates aperçoivent à leur tour l'Over-G et décident d'aller dans sa direction.
L'ultime chapitre de l'aventure se concentre sur une équipe Ex-NEVEC qui a pour charge de s'emparer de NEOS. Le joueur affronte donc ici des soldats NEVEC. Après avoir pris les commandes du satellite, et avant de pouvoir faire feu sur l'Over-G, l'escouade des clones de Solotov (celle que le joueur incarnait précédemment dans le second chapitre) fait irruption. Cependant, l'Ex-Commandant NEVEC assure qu'ils sont dignes de confiance. Les clones se chargeront donc de la mise à feu, alors que la première équipe fait son retour sur la planète. Dans le même temps, un appel est lancé à tous les Pirates des Neiges, dans le but de leur demander assistance dans la destruction de la menace que représente l'Over-G. La dernière mission que devra accomplir le joueur, toujours aux commandes des Ex-NEVEC, sera de placer des balises GPS au cœur de l'Over-G pour que le tir de NEOS soit efficace. L'équipe va donc s'infiltrer dans l'akrid géant, qui a déjà englouti une ville entière.

## Système de jeu
La manière de jouer à Lost Planet 2 reste considérablement la même que dans le premier opus. Le joueur a maintenant la possibilité de sprinter, alors qu'il peut (comme dans le premier opus) faire une roulade, et utiliser son grappin. En revanche, ce second volet de Lost Planet est définitivement plus axé sur la coopération et le jeu en ligne que son prédécesseur, offrant une variété de modes de jeu.
Ainsi, la campagne pourra se jouer en solo, ou jusqu'à quatre en ligne.

En outre, progresser dans les missions permet de débloquer des améliorations pour son soldat, en vue de matches multijoueurs classiques. Le joueur augmente en effet le niveau du personnage qu'il aura choisi (parmi les cinq factions proposées) en fonction de ses résultats et compétences à remplir des objectifs (good jobs).
Il pourra ainsi équiper son soldat de nouvelles armes plus puissantes, le doter de nouvelles habiletés, customiser sa tenue, ou encore lui donner un "nom de guerre" visible par les autres joueurs.

## Accueil
- Jeuxvideo.com : 13/20[1]